# Фухсек
Фухсек (нем. Fuchseck) — вершина высотой 762 метра над уровнем моря на севере федеральной земли Баден-Вюртемберг на юге Германии, принадлежащая массиву Швабский Альб. Вершина окружена коммунами Гаммельсхаузен, Эшенбах, Шлат и Бад-Дитценбах. Популярное место для велосипедных походов.
В 2008 году на вершине Фухсека была установлена обзорная площадка и информационный стенд. В частности, на стенде даются пояснения, почему вершина также называется местом доктора Теодора Энжела (нем. Dr.-Theodor-Engel-Ruhe). С вершины Фухсек открывается вид на три вершины под общим названием Драй Кайзерберге (нем. Drei Kaiserberge, Три горы кайзера).